# 多帶半線琴脂鯉
多帶半線琴脂鯉（学名：Hemigrammocharax multifasciatus）為輻鰭魚綱脂鯉目琴脂鯉亞目複齒脂鯉科的其中一種，為熱帶淡水魚，分布於非洲三比西河上游、庫內內河、奧塔萬戈河、Kafue河流域，體長可達6公分，棲息在植被生長茂密的溪流及湖泊，以植物及其附著生物為食，繁殖期在夏季，生活習性不明，可作為觀賞魚。
其种加词“multifasciatus”意为“多带的”。